# Oseja de Sajambre
Oseja de Sajambre est une commune d'Espagne dans la province de León, communauté autonome de Castille-et-León. Elle s'étend sur 73,31 km2 et comptait environ 279 habitants en 2015.